# Дечаци Павлове улице (представа)
Дечаци Павлове улице је позоришна представа коју је режирала Ана Григоровић према адаптацији истоименог романа Ференца Молнара.
Премијерно приказивање било је 10. марта 2010. године у позоришту ДАДОВ а приход од наредних играња поклоњен је у хуманитарне сврхе.

## Радња
Комад говори о групи ученика који живе у округу Јожефварош, у Будимпешти. Дечаци Павлове улице проводе своје слободно време на улици, празној парцели коју они сматрају својом „отаџбином”. Прича има два главна лика: Јаноша Боку (часни вођа дечака Павлове улице) и Ерноа Немечека (најмањи члан дружине).
Када „црвене кошуље” — друга банда дечака, коју предводи Фери Ач, а који се окупљају у оближњој ботаничкој башти — покушају да преузму градилиште Павлове улице, дечаци су принуђени да се одбране на војни начин. Повод за сукоб ове две дружине је заплена кликера малом плавокосом дечаку Немечеку из Павлове улице од стране браће Пастор, чланова противничке дружине.
Иако су дечаци Павлове улице победили у рату, а мали Немечек у више наврата показао да његова храброст и верност премашују величину, комад се завршава трагедијом.

## Улоге
| Лица           | Глумци               |
| -------------- | -------------------- |
| Немечек        | Петар Кокиновић      |
| Бока           | Марко Грабеж         |
| Гереб          | Ђорђе Стојковић      |
| Чонакош        | Страхиња Петровић    |
| Колнаи         | Александар Јовановић |
| Барабаш        | Марко Бркић          |
| Фери Ач        | Стефан Вукић         |
| Пастор старији | Никола Драгутиновић  |
| Пастор млађи   | Алекса Мијаиловић    |
| Себенич        | Дамјан Раичевић      |
| Радник         | Немања Милуновић     |